# Zamek w Chambord
Zamek w Chambord (fr. château de Chambord) – największy z zamków w dolinie Loary. Renesansowy zamek o planie nawiązującym do gotyckich zamków obronnych, został zbudowany między rokiem 1519 a 1559 na polecenie francuskiego króla Franciszka I i ukończony przez jego syna Henryka II. Położony jest nad rzeką Cosson (jednym z mniejszych dopływów Loary), około 6 km od prawego brzegu Loary, 14 km na południowy wschód od Blois, w departamencie Loir-et-Cher we Francji w miejscowości Chambord (Loir-et-Cher).

## Architektura
Zamek w Chambord stanowi jedno z największych dzieł architektury okresu renesansu, a jego sylwetka jest jedną z najlepiej rozpoznawalnych. Długość fasady głównej wynosi 128 m, zamek posiada 6 wielkich wież, 440 komnat, 84 klatki schodowe (14 głównych i 70 pomniejszych), 365 kominków i 800 rzeźbionych kapiteli.

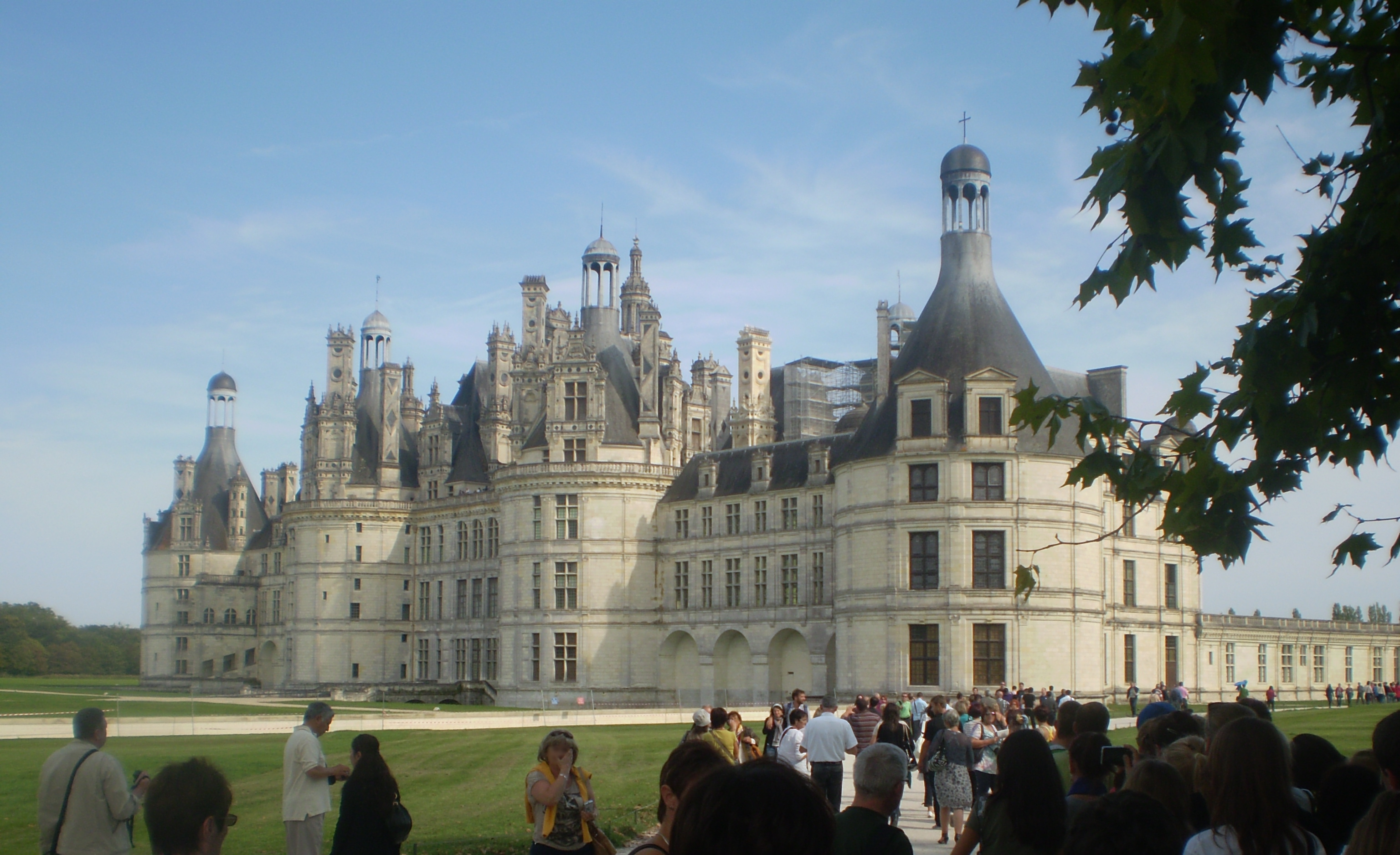
Widok na zamek z innej perspektywy

Pierwotny projekt zamku był autorstwa włoskiego architekta Domenico da Cortony, lecz w ciągu 40 lat budowy uległ on daleko idącym zmianom. Analizy wskazują również na wpływ Leonarda da Vinci, który zatrudniony był przez pewien czas na dworze Franciszka I Walezjusza I w charakterze architekta, lecz zmarł w parę miesięcy po rozpoczęciu budowy.

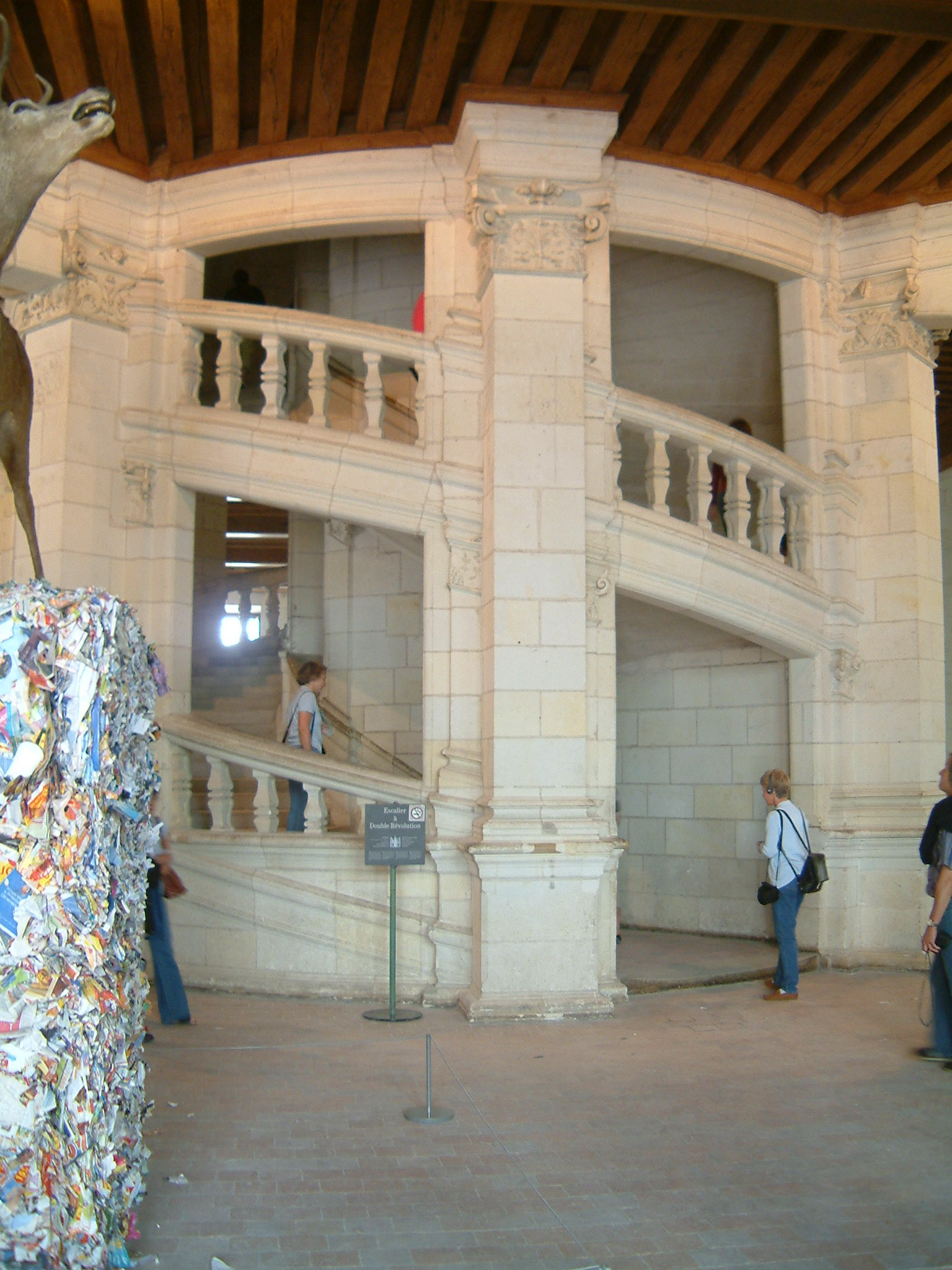
Spiralna klatka schodowa w Chambord

Konstrukcją zamek przypomina średniowieczną twierdzę – zbudowany jest na planie prostokąta, w rogach którego stoją wieże o średnicy 20 m każda i otoczony jest fosą. Głównym akcentem konstrukcyjnym jest budynek centralny na planie kwadratu zwany donżonem (mimo iż nigdy nie miał pełnić funkcji obronnej), w rogach którego również znajdują się wieże. Budynek centralny wtapia się jednym bokiem w większą budowlę i to połączenie stanowi fasadę główną zamku. Cztery wieże fasady zwieńczone są spadzistymi dachami z kampanilami. Głównym elementem "donżonu" jest charakterystyczna otwarta klatka schodowa w kształcie podwójnej spirali. Od klatki schodowej odchodzą, tworząc krzyż grecki, cztery wielkie przedsionki, którymi dostać się można do ośmiu wielkich apartamentów (po jednym wewnątrz każdej wieży i po jednym w kształcie kwadratu między każdym przedsionkiem i przylegającą doń wieżą). Plan ten powtarza się na trzech kondygnacjach.
We wschodnim skrzydle zamku znajdowały się królewskie apartamenty Franciszka I Walezjusza. W skrzydle zachodnim Jules Hardouin-Mansart zbudował za panowania Ludwika XIV kaplicę.
Klatka schodowa w centrum budynku stanowi szczególny przykład stylu Leonarda da Vinci. Zbudowane w jej wnętrzu dwie spirale schodów skręcają w tę samą stronę, nie krzyżując się ze sobą. Klatką można na pierwszym piętrze dostać się do apartamentów królewskich, a wyżej na taras, z którego można zobaczyć okolicę oraz z bliska przyjrzeć się bogato rzeźbionym kapitelom dachowym i kominom. Klatka zwieńczona jest tzw. latarnią w formie wieży, która wznosi się na przeszło 30 metrów.
Drugie piętro jest godne uwagi również ze względu na kasetony przedstawiające królewskie symbole Franciszka I (literę F oraz salamandrę w koronie) oraz związaną linę symbolizującą jego matkę Ludwikę Sabaudzką.

## Historia

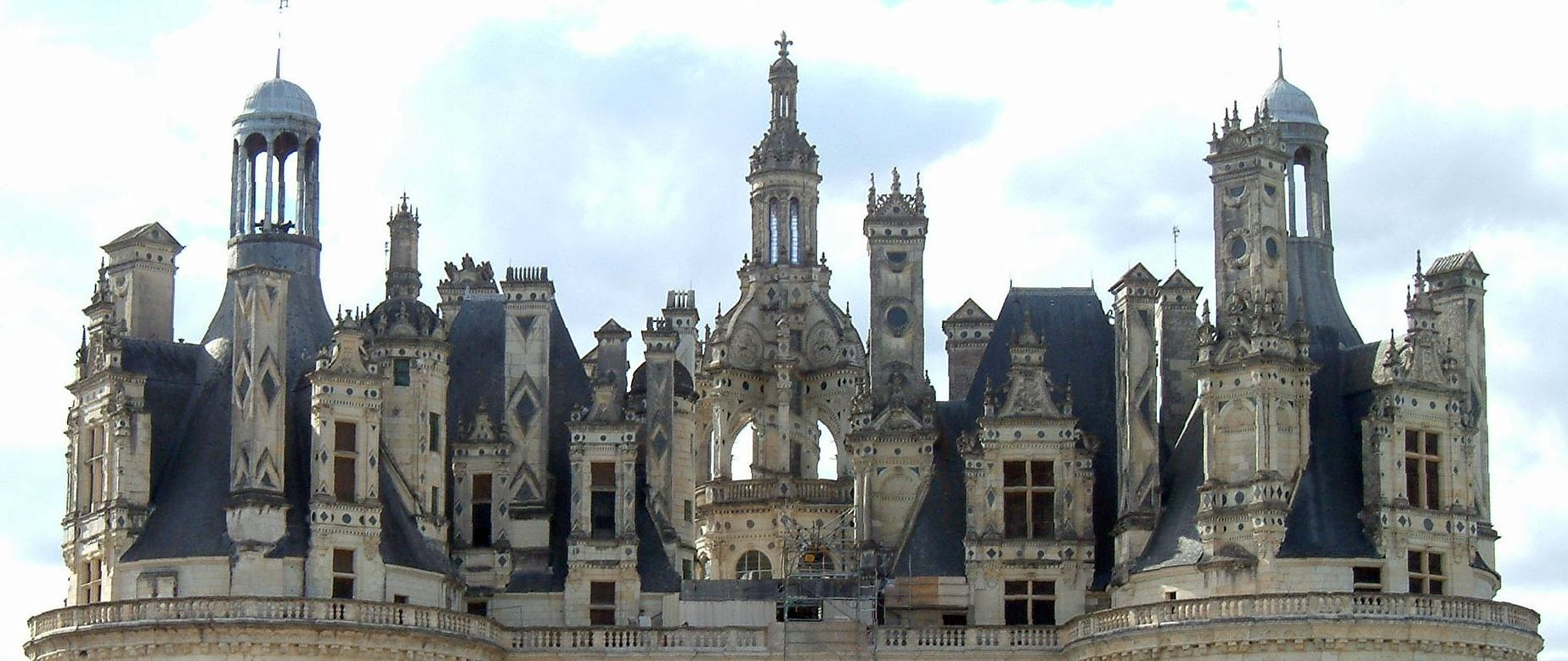
Wieżyczki i kominy dachów Chambord

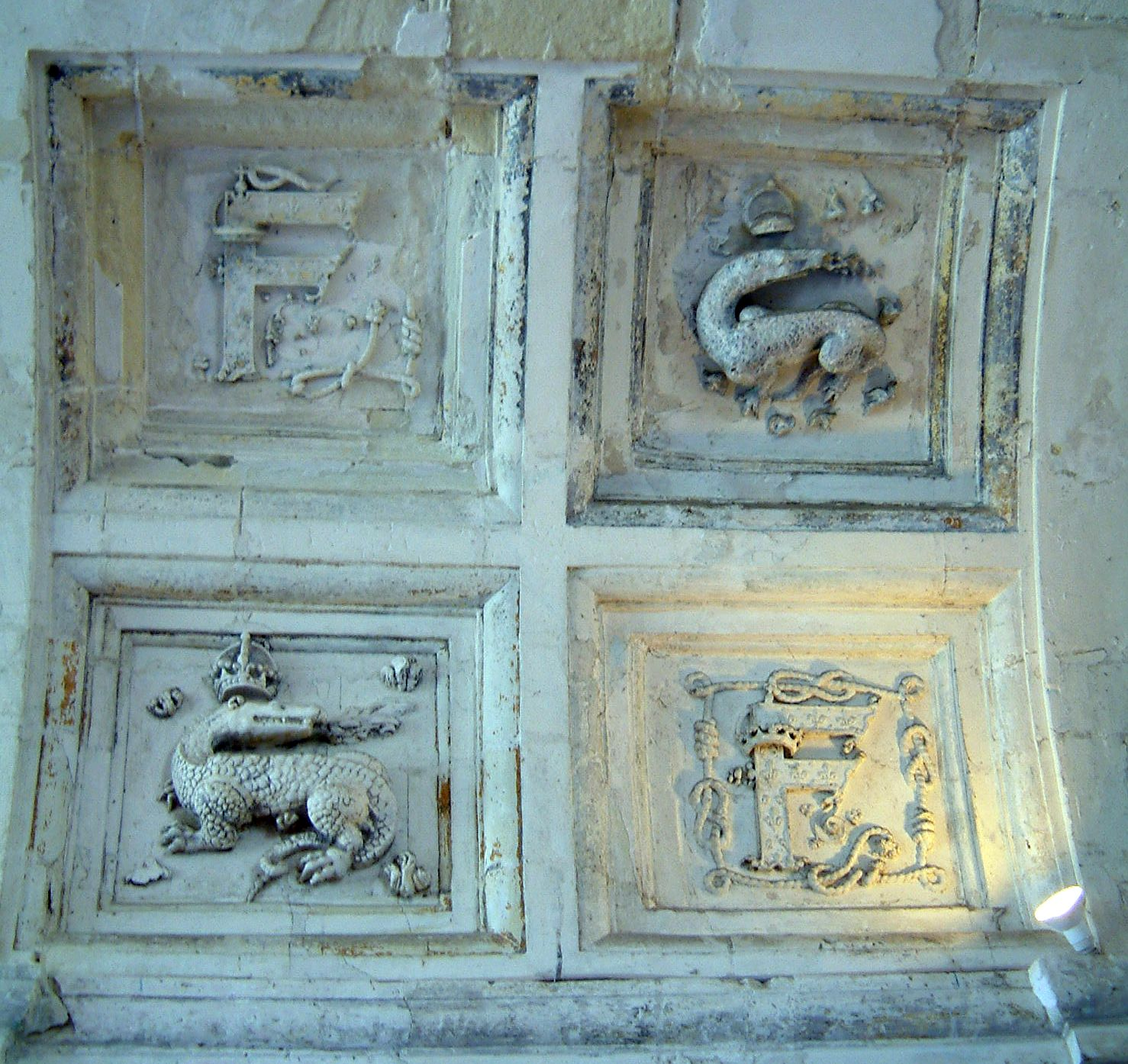
Kasetony z Chambord z królewskimi symbolami Franciszka I

W roku 1392 hrabiowie Blois odsprzedali rozległe, pokryte lasem ziemie Chambord rodowi d’Orleans. Kiedy w roku 1498 książę orleański objął jako Ludwik XII tron Francji, ziemie te stały się własnością korony francuskiej. 
W 1516 Franciszek I powrócił z Włoch wraz z Leonardem da Vinci, pragnąc wznieść wielką budowlę w stylu włoskiego renesansu. 6 września 1519 roku Franciszek I zaakceptował plany budowy w Chambord rezydencji myśliwskiej, mającej przypominać zamek obronny. Usytuowano ją na miejscu dawnej warowni, która została wyburzona. Od 1526 ponad 1800 robotników i rzemieślników pracowało przy rozrastającej się na coraz szerszą skalę budowie, którą zakończono po śmierci króla. Franciszek spędził w Chambord niewiele czasu, przeważnie na polowaniach. W 1539 gościł w zamku swego głównego adwersarza - cesarza Karola V Habsburga - chwaląc się przed nim tym symbolem potęgi i bogactwa.
W 1639 Ludwik XIII przekazał Chambord swemu bratu księciu Gastonowi Orleańskiemu. Ludwik XIV na nowo rozpoczął przebudowę w 1684, zlecając przykrycie dachem kaplicy oraz połączenie amfiladą apartamentów północnego przedsionka na pierwszym piętrze (miała tam być jego siedziba). Architektura wnętrz w tej części przypomina strukturą pałac w Wersalu. 14 października 1670 trupa Moliera wystawiła w Chambord przed Ludwikiem XIV sztukę Mieszczanin szlachcicem.

## Polonica
- Po utracie polskiego tronu, mieszkańcem zamku był w latach 1725–1733[2] Stanisław Leszczyński, teść Ludwika XV.
- W 1746 roku zamek został podarowany[3] przez Ludwika XV ówczesnemu marszałkowi Francji, nieślubnemu synowi polskiego króla (Augusta II Mocnego), Maurycemu Saskiemu, który zmarł tamże w 1750 roku.